# St. Martin (Burggrumbach)

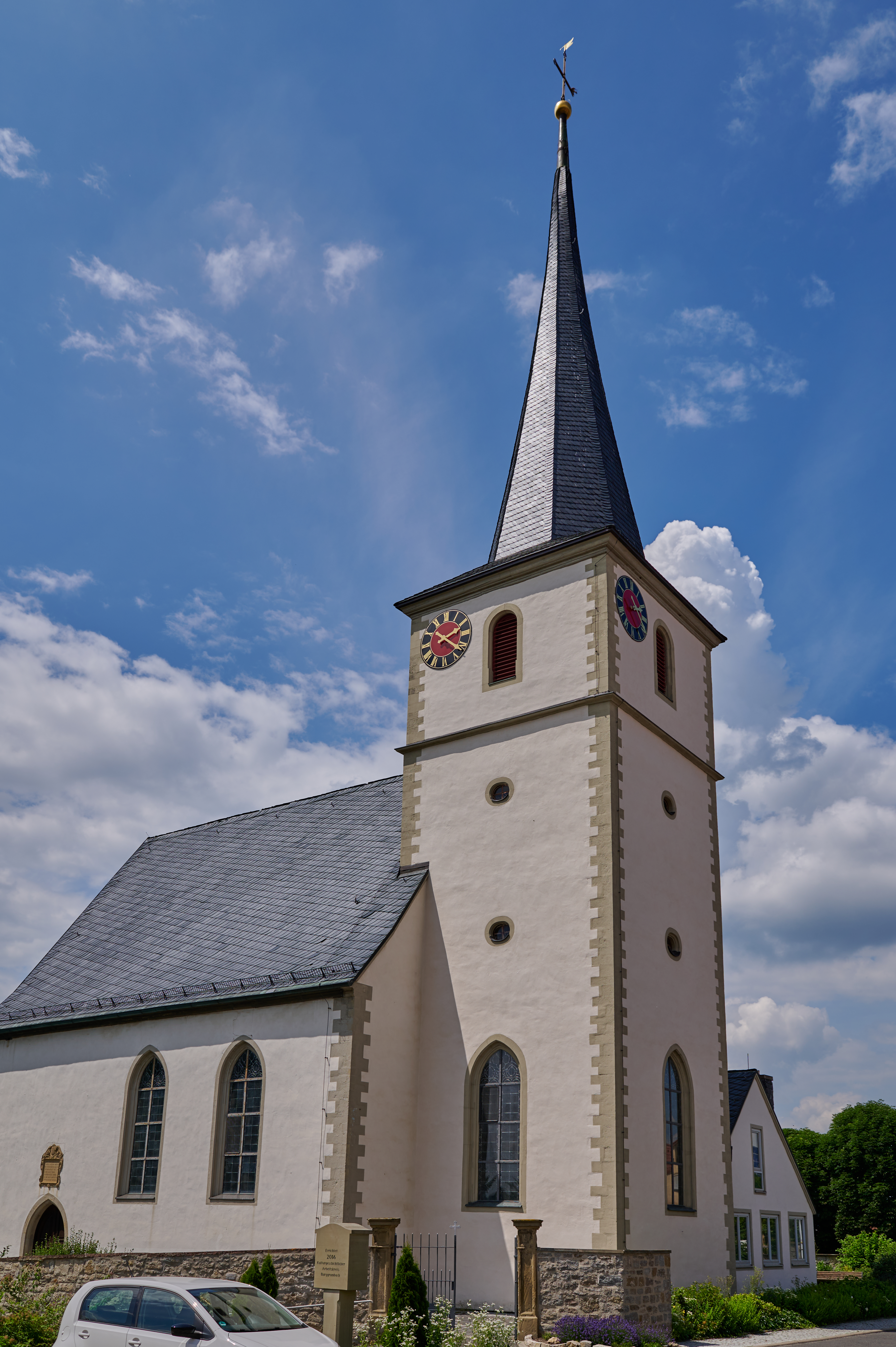
Kirchengebäude mit Chorturm

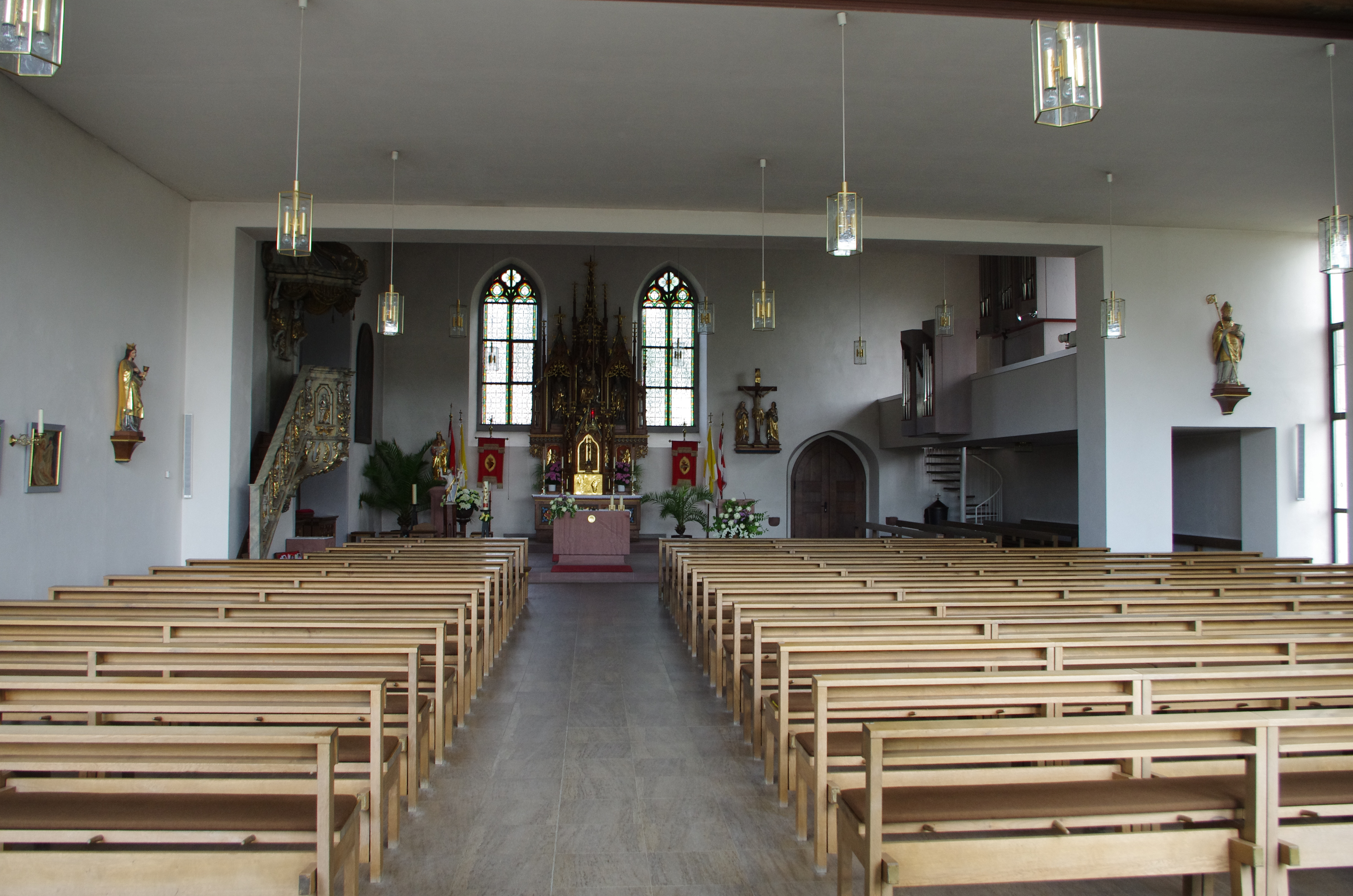
Blick vom Neubau in den Innenraum

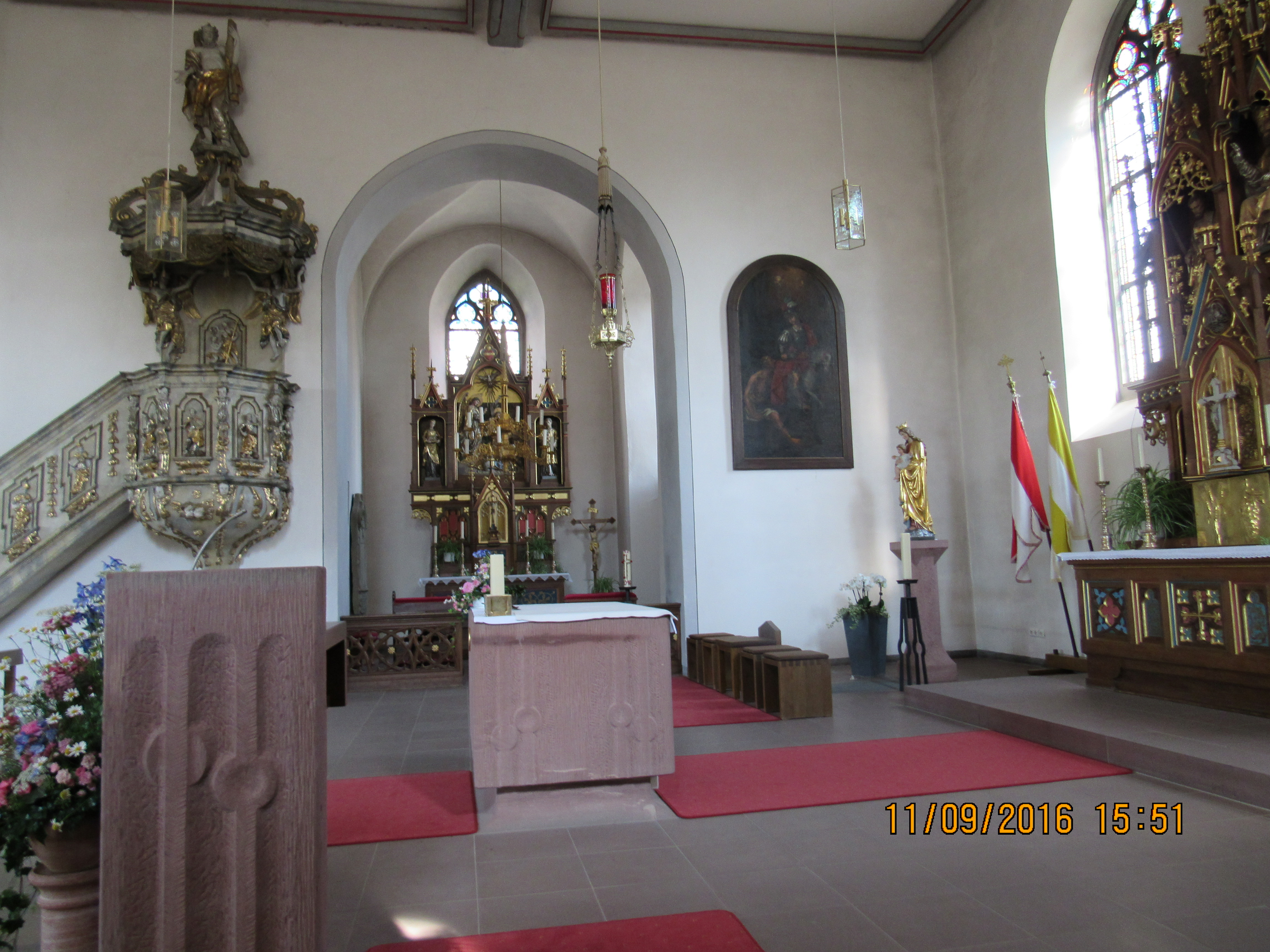
Altbau mit Chor

St. Martin ist eine katholische Pfarrkirche und Chorturmkirche im Ortsteil Burggrumbach der Gemeinde Unterpleichfeld im unterfränkischen Landkreis Würzburg und ist unter der Nummer D-6-79-201-26 im Bayerischen Denkmalatlas eingetragen. Sie befindet sich unmittelbar vor dem Schloss Burggrumbach.

## Geschichte
Die Anfänge der Pfarrei Burggrumbach, zu der die Tochterpfarreien Hilpertshausen, Rupprechtshausen und Unterpleichfeld gehörten,  sind nicht bekannt. Es steht aber fest, dass vor 1324 eine Pfarrei Burggrumbach unter dem Patronat der Grafen von Rieneck bestand. Das Patronatsrecht der Grafen von Rieneck existierte bis 1353 und ging dann bis 1674 auf das Würzburger Domkapitel, danach bis 1803 und wieder ab 1925 auf den Bischof selbst über. Von 1803 bis 1918 lag es beim König von Bayern.  Fürstbischof Julius Echter von Mespelbrunn ließ die Kirche in den Jahren 1602 bis 1608 erbauen, die im Jahre 1613 von Weihbischof Eucharius Sang konsekriert wurde. Der Bau hatte einen eingezogenen Chor im viergeschossigen Ostturm und ein flach gedecktes Langhaus mit zwei Fensterachsen. Der „Echterturm“ ist bis heute Wahrzeichen von Dorf und Kirche. 1899 entstand der Neubau der Sakristei nördlich des Chores.
1928 wurden für die im Ersten Weltkrieg eingeschmolzenen Glocken vier neue Glocken angeschafft, von denen im Zweiten Weltkrieg erneut drei für Kriegszwecke herabgeholt wurden. Am 16. Januar 1949 wurden drei neue Glocken geweiht.
Die heutige Kirche wurde 1977 durch einen modernen Anbau nach Norden hin erweitert und 1999 renoviert, wobei der Altarraum neu gestaltet wurde. Die Erweiterung erfolgte in Form eines in der Höhe abgesetzten Seitenschiffes mit Satteldach, das sich dem Altbau unterordnet. Bei der Erweiterung sollte das Ensemble von Burg und Kirche möglichst nicht beeinträchtigt werden. Aus der Lage der Bruchsteinmauer um den ehemaligen Friedhof ergab sich die Erweiterung nach Norden.

## Ausstattung
- Darstellung des Heiligen Martin, von Hofmaler Georg Franz Mika (1714)
- Barocke Kanzel (um 1715/1720)
- Grabdenkmal für Anna von Grumbach, die im 5. Lebensjahr 1598 verstarb
- Sandsteinepitaph der 1627 verstorbenen Anna Merklein
- Neugotischer Hochaltar (um 1892) an der Südwand der alten Kirche
- Kreuzigungsgruppe rechts neben dem Hochaltar
- Neugotischer Marienaltar im Chor der alten Kirche
- Taufbecken aus Sandstein vor dem Marienaltar
- Zelebrationsaltar und Ambo aus rotem Sandstein, beide von Karl und Tilman Hornung aus Bergtheim
- Pietà (um 1980) in der Nische der nördlichen Chorwand

## Orgel

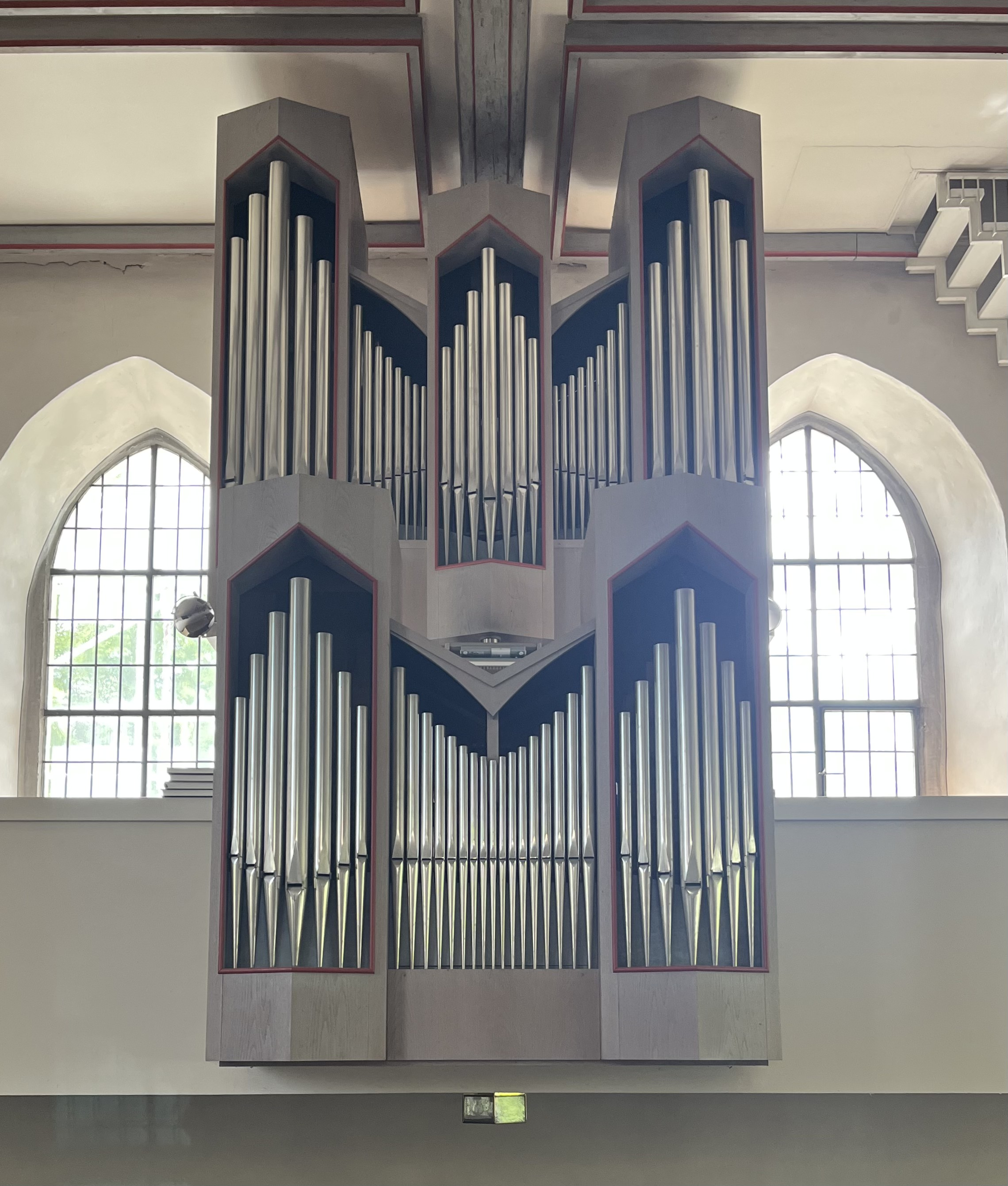
Orgelprospekt mit Rückpositiv

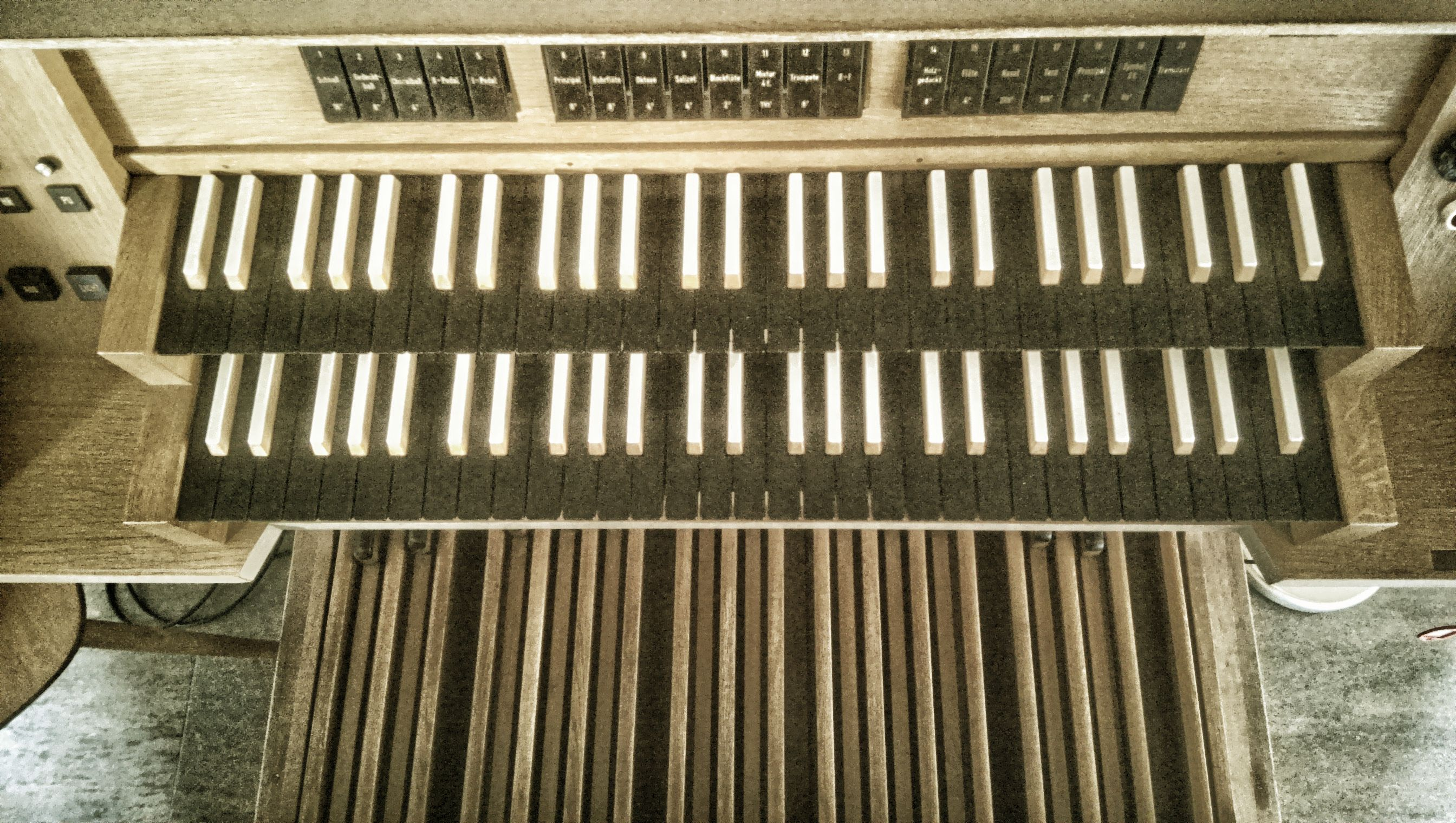
Spieltisch der Orgel

Die Orgel mit mechanischer Spieltraktur wurde 1984 von der Firma Norbert Krieger, Retzbach geliefert und ist farblich mit der neu gestalteten Kassettendecke abgestimmt.
Die Orgel verfügt über 16 klingende Register, die auf zwei Manuale und Pedal verteilt sind, und hat folgende Disposition:
| I Hauptwerk C–g3 |            |       |
| 1.               | Prinzipal  | 8′    |
| 2.               | Rohrflöte  | 8′    |
| 3.               | Oktave     | 4′    |
| 4.               | Salizet    | 4′    |
| 5.               | Blockflöte | 2′    |
| 6.               | Mixtur IV  | 1 ⁄3′ |
| 7.               | Trompete   | 8′    |

| II Positiv C–g3 |             |        |
| 8.              | Holzgedackt | 8′     |
| 9.              | Flöte       | 4′     |
| 10.             | Nasat       | 2 ⁄3′  |
| 11.             | Terz        | 1 3⁄5′ |
| 12.             | Prinzipal   | 2′     |
| 13.             | Zymbel II   | 2⁄3′   |
|                 | Tremulant   |        |

| Pedal C–f1 |             |     |
| 14.        | Subbass     | 16′ |
| 15.        | Gedecktbass | 8′  |
| 16.        | Choralbass  | 4′  |

- Koppeln: II/I, I/P, II/P
- Spielhilfen: 1 freie Kombination, Trompete 8′ ab, Tutti

## Glocken
Das seit 1949 wieder vollständige Geläut hat die Tonfolge e′ – g’ – a′ – c”.